# Alar Kotli
Alar Kotli (né le 27 août 1904 à Väike-Maarja - mort le 4 octobre 1963 à Tallinn) est un architecte estonien.

## Biographie
Alar Kotli est né (4 août [17 août] 1904, dans le village de Väike-Maarja près de Rakvere, gouvernement d'Estonie, dans la famille du gardien de l'église Johan Kotli.
En 1915-1922 il fréquente un gymnase à Rakvere, en 1922-1923, il étudie la sculpture à l'école des arts Pallas de Tartu et les mathématiques à l'université de Tartu. De 1923 à 1927, il étudie l'architecture à l'École technique supérieure de Dantzig (Technische Hochschule Danzig), où il est assistant jusqu'en 1928.
De 1930 à 1937, Alar Kotli travaille dans divers ministères estoniens avant de devenir directeur adjoint de l'entreprise de construction publique  Ehitaja.
De 1941 à 1945, il est chef du département de la construction. Après la Seconde Guerre mondiale, de 1944 à 1958, il travaille dans l'Institut national de conception en génie civil Eesti Projekt, il sera nommé architecte en chef en 1955.
En 1945, il fut l'un des fondateurs de l'Union des architectes de la république socialiste soviétique d'Estonie, dont il fut président jusqu'en 1950. De 1955 à 1963, il fut vice-président de l'Union. De 1961 à 1963, Kotli a dirigé le département d'architecture de l'Institut d'État d'art de la RSS d'Estonie. En 1947, il a reçoit le titre d'artiste émérite de la RSS d'Estonie.
En 1965, il a reçu à titre posthume le prix d'État de la RSS d'Estonie. Il était l'un des architectes les plus célèbres de son époque. Mort à Tallinn, Alar Kotli repose au cimetière boisé de Tallinn.

## Ouvrages
- Église luthérienne de Mõisaküla (1933)
- Lycée de Rakvere (et) (1935)
- Église Saint-Paul de Rakvere (et) (1935)
- Château de Toompea (bâtiment) (1935–1936)
- École de Tapa (1936–1939)
- Palais du président de la république d'Estonie (1938)
- Maison de la ligue de défense estonienne à Tartu  (1938)
- Immeuble bancaire à Pärnu (1939)
- Château de Taagepera (nouveau bâtiment du style fonctionnel et sanatorium) (1930)
- Université de Tallinn (Bâtiment Terra (1939, Narva mnt 25), avec Erika Nõva
- Opéra National d' Estonie (et) (rénovation) (1945–1950), avec Edgar Johan Kuusik
- Scène du festival de Tallinn (et) (1958)

## Galerie

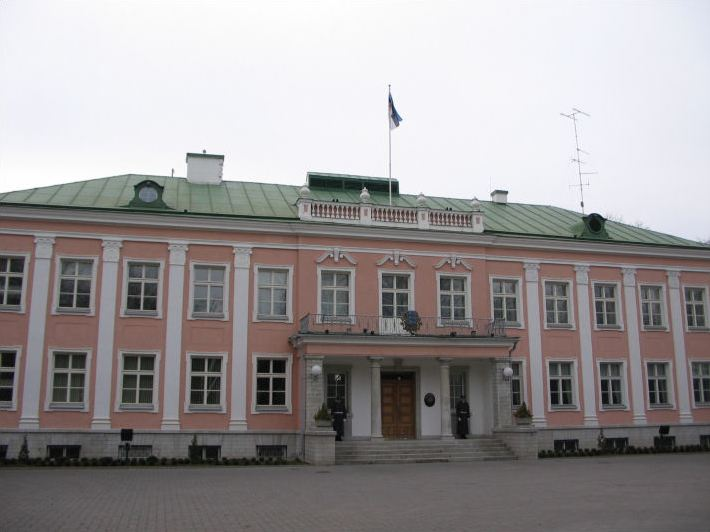
Palais du Président de la République d'Estonie.
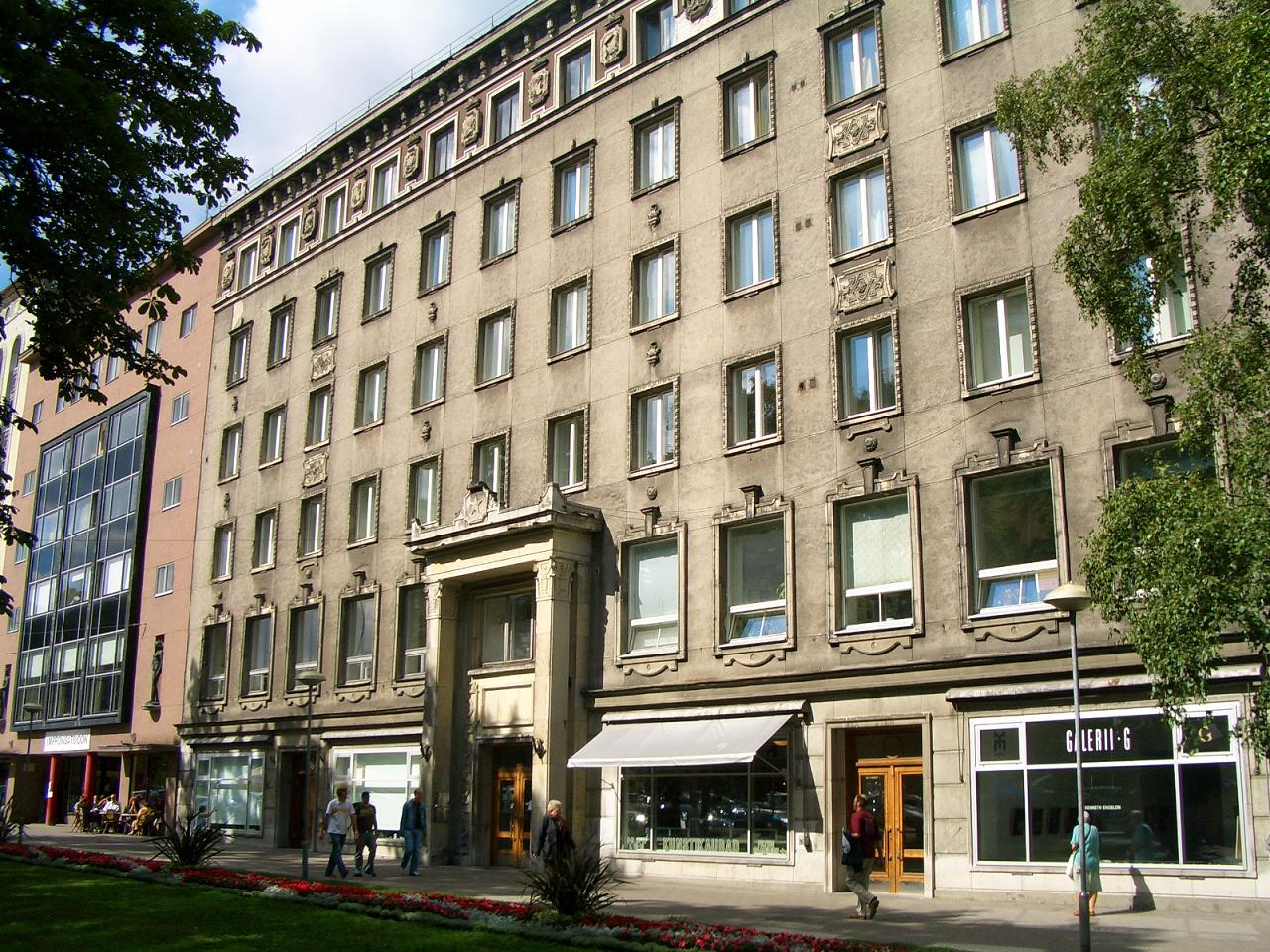
Immeuble de la fondation de l'Art sur la place de la Liberté de Tallinn.